# FC Sachsen Leipzig

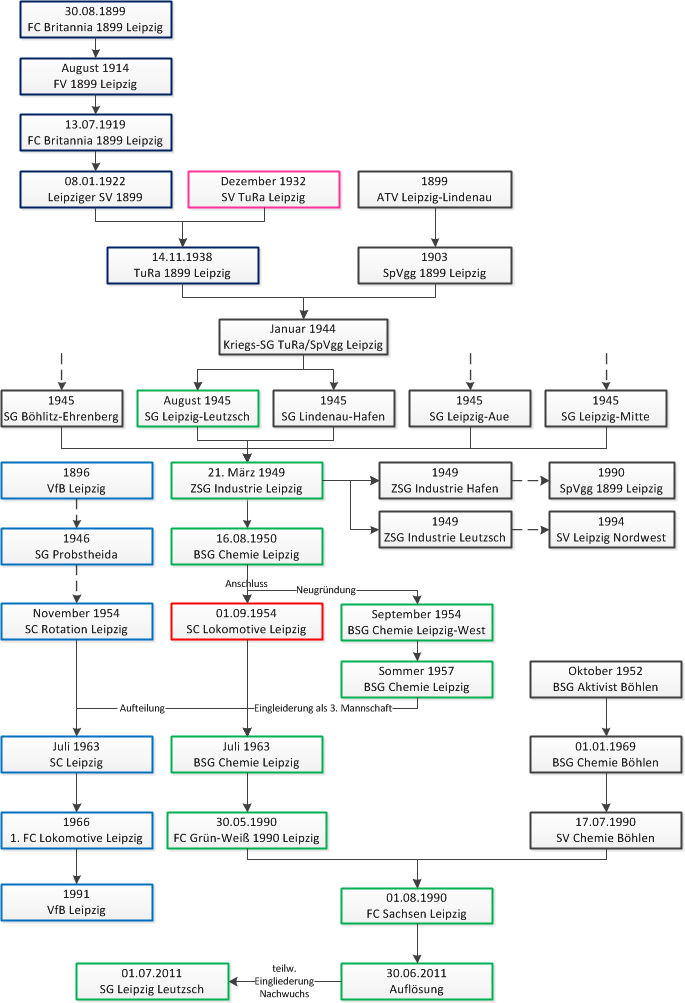
Stamboom van de club

FC Sachsen Leipzig was een Duitse voetbalclub uit Leipzig, Saksen.

## Geschiedenis
Na de Tweede Wereldoorlog werden alle clubs in Duitsland opgedoekt. Later werden overal in het land clubs heropgericht. SG Leipzig-Leutsch was de officieuze opvolger van TuRa 1899 Leipzig. In maart 1949 fuseerde de club met SG Lindenau-Aue, SG Leipzig-Mitte en SG Böhlitz-Ehrenberg en werd zo ZSG Industrie Leipzig. Een jaar later veranderde de club van naam en werd BSG Chemie Leipzig.
In het eerste seizoen van de DDR-Oberliga eindigde de club 8ste. Het volgende jaar stond de club bovenaan de rangschikking samen met Turbine Erfurt. Erfurt had een beter doelsaldo, maar dat was toen niet van belang en er volgde een testmatch om de titel. Chemie Leipzig won met 2-0 en haalde zijn eerste landstitel binnen. Na het seizoen 1953/54 werd de club ontbonden. De spelers kregen de keuze om voor Chemie Halle te gaan spelen of voor SC Lokomotive Leipzig.
In 1963 moesten SC Rotation Leipzig en SC Lokomotive Leipzig gedwongen fuseren tot SC Leipzig, waarop Chemie Leipzig heropgericht werd. SC Leipzig zou de beste club moeten worden met de beste spelers, maar de club zorgde voor de grootste verrassing in de Oberliga door dat jaar kampioen te spelen. De club had meer supporters dan SC en op de laatste speeldag moest de club 1 punt halen om de titel te behalen, 10 000 fans zakten mee af naar Erfurt waar de club na 13 minuten al een 2-0-voorsprong had die het niet meer afgaf.
Twee jaar later werd ook de beker gewonnen. In 1971 degradeerde de club en werd een liftploeg tussen 1ste en 2de. In 1990 promoveerde de club nog een laatste maal naar de Oberliga. De club fuseerde met BSG Chemie Böhlen en speelde zo in het laatste seizoen van het Oost-Duitse kampioenschap onder een nieuwe naam, FC Sachsen Leipzig. De club werd 12de en maakte net geen aanspraak op een plaats in de 2. Bundesliga. In 1993 werd de club kampioen in de Oberliga maar kreeg geen licentie voor de 2de klasse. Een jaar later kwalificeerde de club zich voor de heropgerichte Regionalliga die nu 3de klasse werd (Oberliga nu 4de) en werd 2de achter FC Carl Zeiss Jena, opnieuw ging de promotie net aan hun neus voorbij. Van 1993 tot 1995 won de club de beker van Sachsen, de volgende jaren was de club meer een middenmoter en in 2001 kreeg Sachsen geen licentie voor de Regionalliga en werd gedwongen gedegradeerd, twee jaar later keerde de club terug maar slechts voor één seizoen. Maar de club wilde graag terugkeren naar de Regionalliga en slaagde hier in 2008 in. Door de oprichting van de 3. Bundesliga werd de Regionalliga de vierde klasse, waardoor ze in principe geen klasse promoveerden. Seizoen 2008/09 was een slecht jaar voor de club. De club zag het hele seizoen de degradatie in zicht en in maart 2009 doken de financiële problemen opnieuw op.
Op 30 juni 2011 ging de club failliet en hield definitief op te bestaan. Het tweede elftal en de jeugd richtten SG Leipzig-Leutsch op, die de plaats van het eerste elftal in de Oberliga wilde innemen maar de Saksische voetbalbond weigerde dit omdat niet alle Oberligaspelers bij de nieuwe club gingen spelen.

## Erelijst
- Landskampioen van Oost-Duitsland

1951, 1964
- FDGB-Pokal

1966
- Sachsenpokal

1993, 1994, 1995, 2005

## Chemie Leipzig in Europa
Uitslagen vanuit gezichtspunt Leipzig
| Seizoen | Competitie   | Ronde | Land               | Club           | Totaalscore | 1e W    | 2e W    | PUC |
| ------- | ------------ | ----- | ------------------ | -------------- | ----------- | ------- | ------- | --- |
| 1964/65 | Europacup I  | Q     | Vlag van Hongarije | Vasas ETO Győr | 2-6         | 0-2 (T) | 2-4 (U) | 0.0 |
| 1966/67 | Europacup II | 1R    | Vlag van Polen     | Legia Warschau | 5-2         | 3-0 (T) | 2-2 (U) | 5.0 |
|         |              | 1/8   | Vlag van België    | Standard Luik  | 2-2 u       | 2-1 (T) | 0-1 (U) | 5.0 |

Totaal aantal punten voor UEFA coëfficiënten: 5.0

## Bekende (oud-)spelers
- Joachim Fritsche
- Dieter Kühn
- Jörg Wunderlich
- Giuseppe Canale